# L'agguato degli apaches
L'agguato degli apaches (I Killed Geronimo) è un film del 1950 diretto da John Hoffman.
È un western statunitense con James Ellison, Virginia Herrick, Chief Thundercloud e Smith Ballew.

## Produzione
Il film, diretto da John Hoffman su una sceneggiatura di Sam Neuman e Nat Tanchuck, fu prodotto da Jack Rabin per la Jack Schwarz Productions e girato a Santa Clarita, California, da inizio a metà giugno 1950.

## Promozione
Le tagline sono:
- DREADED INDIAN WARRIOR'S LAST DESPERATE STAND!
- As a warrior-unbeatable! As a leader-unmatched! As an Indian-unforgettable!

## Distribuzione
Il film fu distribuito con il titolo I Killed Geronimo negli Stati Uniti dall'8 agosto 1950 al cinema dalla Eagle-Lion Films.
Altre distribuzioni:
- in Giappone il 14 dicembre 1951
- in Belgio (Ik heb Geronimo gedood)
- in Belgio (J'ai tué Géronimo)
- in Italia (L'agguato degli apaches)